# Ancylorhynchus glaucius
Ancylorhynchus glaucius là một loài ruồi trong họ Asilidae. Ancylorhynchus glaucius được Rossi miêu tả năm 1790.